# 白斑大葉蚤
白斑大葉蚤（学名：Ophrida scaphoides）为金花蟲科斑碩葉蚤屬下的一个种。